# Шпербер, Манес
Манес Шпербер (нем. Manès Sperber; 12 декабря 1905, Заблотов, Галиция, Австро-Венгрия, ныне Ивано-Франковская область, Украина, — 5 февраля 1984, Париж, Франция) — немецкий и французский писатель, эссеист, социальный психолог.

## Биография
Родился в хасидской семье Давида Шпербера и Йетты Хегер, в 1916 году перебравшейся в Вену. Там Шпербер примкнул к молодёжному социал-демократическому движению «Хашомер-Хацаир». Учился у Альфреда Адлера до разрыва с ним в 1932 году; в 1926 году Шпербер опубликовал монографическое эссе об учителе.
В 1927 году Шпербер переехал в Берлин, вступил в Коммунистическую партию. Профессор психологии и социологии в Берлине (1928—1933). С приходом гитлеровцев к власти был лишён кафедры, посажен в тюрьму, но вскоре освобождён как гражданин Австрии. Выехал за границу — в Югославию, а в 1934 году — в Париж. В 1937 году вышел из рядов коммунистической партии. В 1939 году опубликовал в Париже на немецком языке антитоталитаристские эссе «Анализ тирании», «Тоталитарное государство».
После оккупации Парижа германскими войсками укрывался вместе с семьёй в городке Кань в Приморских Альпах, в свободной зоне, а в 1942 году перевёз семью в нейтральную Швейцарию. В 1945 году вернулся в Париж, работал в издательстве.
Похоронен на кладбище Монпарнас.

## Литературное творчество
Известен цикл романов Шпербера «Как слеза в океане» (1949—1955, опубл. 1961), автобиографическая трилогия «Все прожитые дни» (1974—1977).

## Сочинения
- Charlatan und seine Zeit (1924)
- Alfred Adler — Der Mensch und seine Lehre — Ein Essay (1926)
- Zur Analyse der Tyrannis (1939, Essay)
- Wie eine Träne im Ozean (1961)
  - Der verbrannte Dornbusch (1949)
  - Tiefer als der Abgrund (1950)
  - Die verlorne Bucht (1955)
- Die Achillesferse (1960)
- Zur täglichen Weltgeschichte (1967)
- Alfred Adler oder Das Elend der Psychologie (1970)
- Leben in dieser Zeit (1972)
- Wir und Dostojewski: eine Debatte mit Heinrich Böll u.a. geführt von Manès Sperber (1972)
- Zur Analyse der Tyrannis. Das Unglück, begabt zu sein. Zwei sozialpsychologische Essays (1975)
- All das Vergangene
  - Die Wasserträger Gottes (1974)
  - Die vergebliche Warnung (1975)
  - Bis man mir Scherben auf die Augen legt (1977)
- Individuum und Gemeinschaft (1978)
- Sieben Fragen zur Gewalt (1978)
- Churban oder Die unfaßbare Gewißheit (1979)
- Der freie Mensch (1980)
- Nur eine Brücke zwischen gestern und morgen (1980)
- Die Wirklichkeit in der Literatur des 20. Jahrhunderts (198])
- Ein politisches Leben — Gespräche mit Leonhard Reinisch (1984)
- Geteilte Einsamkeit — Der Autor und seine Leser (1985, Essay)
- Der schwarze Zaun (1986)

## Публикации на русском языке
- Как слеза в океане. М.: Художественная литература, 1992.
- Напрасное предостережение. Киев: Гамаюн, 2002.

## Награды
Большая литературная премия Баварской академии изящных искусств (1971), премия Георга Бюхнера (1975), Большая государственная литературная премия Австрии (1977), Премия мира немецких книготорговцев (1983).